# Угли (Ковельський район)
У́гли — село в Україні, у Велицькій сільській територіальній громаді Ковельського району Волинської області. Населення становить 249 осіб.
На північний схід від села розташований загальнозоологічний заказник «Дубова».

## Географія
Селом протікає річка Стохід.

## Історія
У 1906 році село Велицької волості Ковельського повіту Волинської губернії. Відстань від повітового міста 49 верст, від волості 12. Дворів 72, мешканців 468.

## Населення
Згідно з переписом УРСР 1989 року чисельність наявного населення села становила 223 особи, з яких 100 чоловіків та 123 жінки.
За переписом населення України 2001 року в селі мешкало 245 осіб. 100 % населення вказало своєю рідною мовою українську мову.